# Hyper Hippo Games
Hyper Hippo Games es una compañía de Kelowna, Canadá que diseña juegos de Internet, esta compañía junto con Oktobor Animation creó Mech Mice, además de que ha creado otros grandes juegos como "Wild Warfare" o "AdVenture Capitalist". Esta compañía solo cuenta actualmente con 14 empleados, algunos de ellos creadores del mundo virtual 1º para niños, Club Penguin.

## Fundación
Hyper Hippo Games fue fundada  En el año 2012 por Lance priebe y Pascale Audette, la compañía ya ha creado varios juegos, uno de ellos es: Mech Mice.

## Trabajadores
La compañía solo cuenta con 16 trabajadores por ahora, algunos de estos trabajadores han trabajado antes en Club Penguin, tales como "Businesmoose" el cual ahora es conocido como "MechMoose", Screenhog y sus creadores Lance Priebe conocido como "RocketSnail" y Pascale Audette.

## Juegos
Hyper Hippo Games cuenta con 13 juegos hasta ahora, y son los siguientes:

### Mech Mice
Mech Mice es creado por Hyper Hippo Games y Oktobor Animation, este es un juego de estrategia sobre una guerra entre ratones e insectos robots dirigidos por un malvado ratón llamado Algernon, este juego cuenta tanto con una versión para jugar solo conocida como "Mech Mice Tactics" y otra para jugar en línea donde tienes diferentes opciones de juego, como "Captura la Bandera", "Batalla" o "Batalla en Equipo" llamada Mech Mice Academy.

### I Eat Bananas
"I Eat Bananas" es un nuevo juego de Hyper Hippo Games, la idea de este juego es hacer que un pequeño mono trepe en un árbol esquivando basura que cae del cielo y recogiendo bananas que estén a su alcance, este juego ya se encuentra disponible para iOS, Android y Facebook.
Para jugar "I Eat Bananas" necesitarás entrar a la página web de Hyper Hippo Games para probarlo, el único problema de este minijuego es que la velocidad a la que va marea y puede dar dolores de cabeza, no se recomienda jugarlo mucho tiempo.

### Prism Break
"Prism Break" es un juego que consiste en unir 3 o más círculos del mismo color para hacer una explosión que altera los colores de los otros círculos alrededor, se encuentra disponible para iOS, Android y Facebook, en este juego hay 2 modos:
- Rush En esta modalidad tendrás que jugar contra tiempo, destruye muchos círculos para ganar más tiempo.
- Zen En esta modalidad cada movimiento te quita una oportunidad de mover, destruye muchos círculos para ganar más movimientos.

### Rain Drop
"Rain Drop" consiste en unir varias gotas de agua para crear una enorme que cae de una supuesta ventana de un auto, según Hyper Hippo Games este juego es para relajarse escuchando el sonido de la lluvia, el juego está actualmente disponible para iOS y Android y Facebook, según las gotas que logres juntar y hacer más grande la última serán las estrellas que ganes.

### Blocks With Enemies
"Blocks With Enemies" es una simple copia del juego famoso a nivel mundial: Tetris, el cual consiste en hacer caer unas figuras geométricas, el punto de este juego es un modo multijugador, con 2 "Personajes", "Runner" y "Dropper" un jugador debe hacer caer las figuras geométricas y si logra aplastar al "Runner" este gana, y el "Runner" debe evitar ser aplastado, además de sobrevivir durante 30 segundos, si es así el "Runner" ganara.
Este juego está dedicado a la memoria de: Randy Hobson.

### Elastrix
"Elastrix" es un juego que versa sobre un lanza pelotas de color verde que tiene que lanzar unos extraños bichos redondos de color negro con ojos hacia bandas haciendo que rebote y obtenga 2 diamantes que se encuentran en cada nivel además de darle a un blanco, actualmente este juego tiene 30 niveles.
Las bandas con las que se puede jugar "Elastrix" son:
- Plástico: El pequeño insecto negro rebota en ella.
- Hierro: Esta banda solo sirve como puente, en insecto no puede rebotar en ella.
- Súper Bote: Es igual que la de plástico, solo que con más potencia.

Este juego fue lanzado el 3 de abril de 2014.
El juego se encuentra ya disponible para Android

### Top of the World
Este juego consiste en pequeños muñecos que le dan la vuela a un pequeño mundo con varios obstáculos. La idea del juego es conseguir la mayor cantidad de estrellas posibles en 3 diferentes mundos, además de conseguir los logros del juego.
El juego tiene 2 modos:
- Un Jugador: Tienes que conseguir todas las estrellas posibles para poder comprar equipamientos en la tienda y conseguir logros.

- Multijugador: En este modo puedes jugar contra un oponente que se encuentre contigo, tú usas unas teclas para controlar a tu personaje y él otras, uno gana cuando el oponente pierda sus 3 vidas.

En el modo multiplayer el juego no tiene fin, la idea es que el jugador que más tiempo resista sin perder vidas o cascos gana.
El juego actualmente cuenta con 3 mundos.

### SubFlight 2075
Este juego es muy simple, solo consiste en destruir con torpedo 5 naves en forma de cohete que se encuentran al fondo del mar, o si el usuario lo desea simplemente puede pasear por el pequeño mundo virtual submarino.
Este juego fue hecho en tan solo 48 horas.

### Wild Warfare
Este juego es exactamente Mech Mice Academy, ahora que Mech Mice Academy o mejor dicho Wild Warfare se encuentra en la versión 114 ya es posible jugar con los verdaderos personajes, los cuales son un mapache, un conejo y un oso.
El juego cuenta con las siguientes modalidades de juego:
- Todos Contra Todos: Consiste en que el ganador será el que más enemigos elimine.
- Captura la Bandera: Consiste en que los jugadores se dividen en 2 equipos, Rojo y Azul, el equipo que más veces captura la bandera del otro será el ganador.
- Todos Contra Todos de Equipos: Es igual que "Todos Contra Todos" solo que en este se dividen en 2 equipos, Rojo y Azul, el equipo ganador será el que elimine más veces al equipo contrario.
- Captura al Gusano: Consiste en que es una modalidad de Todos Contra Todos, solo que aquí el jugador que más tiempo sostenga a un gusano conocido como "Rsnail" será el ganador.

### AdVenture Capitalist
Este juego versa sobre un simulador capital, el cual te permite dar clic en imágenes de pequeños negocios, desde un puesto de limones hasta una empresa petrolera, cada vez que se junta más dinero puedes hacer crecer tu empresa, hasta convertirte en un aventurero capitalista.
"Adventure Capitalist" es más bien un simulador que un juego.
El día jueves, 19 de febrero de 2015 Hyper Hippo Games lanzó AdVenture Capitalis para Android y iOS.

### Dungeon Boulder Death Of Doom
Este juego trata sobre que una gran piedra redonda con lava (tú) aplasta a fantasmas, dragones, esqueletos y ogros. El usuario tiene que aplastar a esos enemigos lo más pronto posible para pasar al siguiente nivel (aunque si lo desea puede jugar cualquier nivel de su elección).
El juego actualmente se encuentra en fase Alpha y solo tiene 2 niveles.

### Angry Villagers
Este juego es una semi-parodia del popular juego de Rovio Entertainment, Angry Birds, solo que en este juego se utilizan los cuernos de un monstruo para lanzar piedras, bombas, cajas y huevos, los cuales tienen que golpear a un grupo de humanos molestos en movimiento. El fin de este juego es evitar que este grupo de humanos molestos con antorchas queme las casas de los monstruos; por cada casa quemada se pierde una estrella (son 3 en total), la meta es conseguir las 3 estrellas en todos los niveles.
El juego actualmente solo cuenta con 10 niveles.

### Abracadabacus
Este juego es un Ábaco digital es cual te reta a hacer ciertas sumas con el. Este ábaco cuenta con unidades, decenas, centenas, unidades de millar y decenas de millar, este juego es realmente un reto de la aritmética, además puedes subir tus puntuaciones y competir contra otras personas.

### Epic Smith
Este juego tiene como fin algo muy parecido a AdVenture Capitalist, solo que este te pide mejorar la vida de unos obreros, aunque se desconoce como se juego correctamente.

### Janky Tanks
Janky Tanks es un juego multijugador local lanzado por Hyper Hippo Games en Steam. El juego está disponible para Mac y Windows y solo funciona cuando se le conectan dos u ocho controles o menos. Los controles pueden ser de Xbox o PlayStation.